# Civilization VII
Sid Meier's Civilization VII, o simplemente Civilization VII, es un videojuego de estrategia por turnos y construcción de imperios desarrollado por Firaxis Games y distruibuido por 2K. Su lanzamiento ocurrió el 11 de febrero de 2025, en las plataformas Windows, macOS, Linux, Nintendo Switch, PlayStation 4, PlayStation 5, Xbox One y Xbox Series X/S.

## Jugabilidad
En Civilization VII, como juego 4X o de construcción de imperios, el jugador supervisa el crecimiento de una civilización humana desde los primeros asentamientos hasta una cultura avanzada. El jugador utiliza varias unidades, que representan unidades militares y civiles, para explorar el mapa, hacer crecer su civilización a través de ciudades adicionales, cultura y tecnología, reunir recursos de la geografía alrededor de sus asentamientos y derrotar amenazas de civilizaciones extranjeras que también intentan hacer crecer su civilización. El jugador puede ganar el juego a través de una variedad de posibles condiciones de victoria, que van desde soluciones pacíficas hasta la dominación militar total del mundo.
Civilization VII permite al jugador seleccionar líderes y civilizaciones de forma independiente, mientras que estas favorecen a líderes con ciertos atributos. También se han actualizado los criterios para determinar quién constituye un "líder", y se incluyen filósofos, líderes religiosos y científicos que no eran jefes de Estado. El sistema de la era histórica se simplificó en las eras de la Antigüedad, la Era de los descubrimientos o de exploración y la Edad Moderna, en comparación con las divisiones adicionales implementadas en los juegos anteriores de la franquicia Civilization. Durante la era de la Antigüedad, surgen facciones independientes, etiquetadas deliberadamente para evitar connotaciones negativas del término "bárbaro" utilizado en juegos anteriores de la serie. Dependiendo de las interacciones del jugador con ellos, algunos de ellos evolucionarán para convertirse en una ciudad-estado. Al jugador se le da la opción de cambiar de civilización en la transición de una era a otra al final de cada era. Tras el final de la antigüedad y la era de la exploración, los jugadores se enfrentarán a un "evento de crisis" que traerá desventajas negativas en las eras posteriores.

## Desarrollo
En febrero de 2023, Firaxis Games anunció que estaba desarrollando una secuela de Civilization VI (2016). PCGamesN informó en agosto de 2021 que Firaxis había publicado una oferta de trabajo para un líder narrativo para el juego.
Gwendoline Christie narra las voces en off del juego.

### Lanzamiento
Civilization VII se anunció en el Summer Game Fest del 7 de junio de 2024. 2K anunció previamente que aparecería en el Summer Game Fest en mayo para revelar la "próxima iteración de una de sus franquicias más grandes y queridas". Horas antes de la presentación, el juego fue anunciado involuntariamente en el sitio web de 2K. Civilization VII se publicó para las plataformas Windows, Nintendo Switch, PlayStation 4, PlayStation 5, Xbox One y Xbox Series X/S el 11 de febrero de 2025,las cuales recibieron diferentes ediciones: estándar, deluxe, fundadores (solo en versión digital) y una edición coleccionista.

## Recepción
Civilization VII recibió críticas "generalmente favorables" de los críticos, según el sitio web de agregación de reseñas Metacritic. OpenCritic determinó que el 86% de los críticos recomendaron el juego. Las imágenes y sonidos del juego, la revisión del sistema diplomático y la elección de liberar a los líderes de las civilizaciones fueron en su mayoría elogiados; los críticos encontraron que la interfaz de usuario era deficiente, la mecánica demasiado simplificada y el sistema de tres eras divisivo.

## Lectura adicional
- Wilde, Tyler (20 de agosto de 2024). «Civilization 7's new features: a revamped three-age structure, towns, navigable rivers, and more». PC Gamer. Consultado el 20 de agosto de 2024.